# Agrafia
Agrafia is een geslacht van weekdieren uit de klasse van de Gastropoda (slakken).

## Soort
- Agrafia wiktori Szarowska & Falniowski, 2011